# Norrlands nation, Lund
Norrlands nation var en studentnation i Lund som grundades omkring 1803 och var verksam till 1846. Förutom norrländska studenter ingick även studenter från Stockholm, Finland, Västmanland, Dalarna och andra landskap som inte var representerade bland de övriga nationerna i Lund. År 1846 bestod nationen av inspektor, kurator, en vaktmästare och två nationsmedlemmar.

## Inspektorer
- Matthias Norberg
- Jonas Stecksén 1823
- Elias Lidfors 1824-1825
- Johan Holmbergson 1825-1842
- Carl August Hagberg 1842-1846